# Friedmannsdorf (Seelingstädt)
Friedmannsdorf ist ein Ortsteil von Seelingstädt im Landkreis Greiz in Thüringen.

## Lage

Friedmannsdorf Ortsstraße

Friedmannsdorf liegt mit im östlichen Zipfel des Freistaates Thüringen, südwestlich von Seelingstädt, direkt an der Grenze zum Bundesland Sachsen. Die Böden gehören noch zum Thüringer Schiefergebirge. Das Dorf ist über die Bundesstraße 175 gut zu erreichen.

## Geschichte
Am 10. April 1432 wurde das Dorf erstmals urkundlich genannt. Zur Volkszählung 1964 lebten 214, heute ca. 100 Einwohner in dem landwirtschaftlich geprägten Ortsteil. Friedmannsdorf gehörte früher zum Kreis Greiz im DDR-Bezirk Gera und kam am 1. Juli 1968 zum Nachbarkreis Gera. Zum gleichen Zeitpunkt wurde auch die Gemeinde Culmitzsch eingemeindet, die später durch den Uranbergbau der Wismut devastiert wurde.